# Father Brown (Fernsehserie)/Episodenliste
Dies ist die Episodenliste der Krimiserie Father Brown. Die Fernsehserie wird von der britischen Rundfunkanstalt BBC produziert und von BBC One erstmals am 14. Januar 2013 ausgestrahlt. Bisher wurden in elf Staffeln 120 Episoden gesendet. In Deutschland ist ZDFneo seit dem 28. April 2014 der erstausstrahlende Sender im Free-TV. Im März 2020 wurde die siebte Staffel und im November 2020 die achte Staffel im deutschen Fernsehen gezeigt. Da ZDFneo die Rechte an weiteren Staffeln künftig nicht mehr erwerben wird, ist eine Ausstrahlung aller Folgen ab der 9. Staffel in Deutschland vorerst nicht zu erwarten.

## Staffel 1
| Nr. (ges.) | Nr. (St.) | Deutscher Titel                    | Originaltitel              | Erstausstrahlung UK | Deutschsprachige Erstausstrahlung (D) | Regie          | Drehbuch              |
| ---------- | --------- | ---------------------------------- | -------------------------- | ------------------- | ------------------------------------- | -------------- | --------------------- |
| 1          | 1         | Der Hammer Gottes                  | The Hammer of God          | 14. Jan. 2013       | 28. Apr. 2014                         | Ian Barber     | Tahsin Güner          |
| 2          | 2         | Die fliegenden Sterne              | The Flying Stars           | 15. Jan. 2013       | 28. Apr. 2014                         | Ian Barber     | Rachel Flowerday      |
| 3          | 3         | Die falsche Form                   | The Wrong Shape            | 16. Jan. 2013       | 5. Mai 2014                           | Dominic Keavey | Nicola Wilson         |
| 4          | 4         | Der Mann im Baum                   | The Man in the Tree        | 17. Jan. 2013       | 5. Mai 2014                           | Dominic Keavey | Rebecca Wojciechowski |
| 5          | 5         | Das Auge Apollos                   | The Eye of Apollo          | 18. Jan. 2013       | 12. Mai 2014                          | Matt Carter    | Tahsin Güner          |
| 6          | 6         | Die Braut Christi                  | The Bride of Christ        | 21. Jan. 2013       | 12. Mai 2014                          | Ian Barber     | Jude Tindall          |
| 7          | 7         | Der Staub des Teufels              | The Devil’s Dust           | 22. Jan. 2013       | 19. Mai 2014 (ZDFneo)                 | Dominic Keavey | Dan Muirden           |
| 8          | 8         | Im Angesicht des Todes             | The Face of Death          | 23. Jan. 2013       | 19. Mai 2014                          | Matt Carter    | Lol Fletcher          |
| 9          | 9         | Der Bürgermeister und der Zauberer | The Mayor and the Magician | 24. Jan. 2013       | 26. Mai 2014                          | Dominic Keavey | Nicola Wilson         |
| 10         | 10        | Das blaue Kreuz                    | The Blue Cross             | 25. Jan. 2013       | 26. Mai 2014 (ZDFneo)                 | Ian Barber     | Paul Matthew Thompson |

## Staffel 2
| Nr. (ges.) | Nr. (St.) | Deutscher Titel               | Originaltitel               | Erstausstrahlung UK | Deutschsprachige Erstausstrahlung (D) | Regie          | Drehbuch              |
| ---------- | --------- | ----------------------------- | --------------------------- | ------------------- | ------------------------------------- | -------------- | --------------------- |
| 11         | 1         | Die Geister, die ich rief     | The Ghost in the Machine    | 6. Jan. 2014        | 14. Apr. 2015                         | Matt Carter    | Rachel Flowerday      |
| 12         | 2         | Der Wahnsinnigste von allen   | The Maddest of All          | 7. Jan. 2014        | 14. Apr. 2015 (ZDFneo)                | Matt Carter    | Tahsin Güner          |
| 13         | 3         | Der Hochmut der Familie Pryde | The Pride of Prydes         | 8. Jan. 2014        | 21. Apr. 2015                         | Paul Gibson    | Jude Tindall          |
| 14         | 4         | Im Schatten des Galgens       | The Shadow of the Scaffold  | 9. Jan. 2014        | 21. Apr. 2015                         | Paul Gibson    | Rachel Flowerday      |
| 15         | 5         | Der Fall Ambrosius            | The Mysteries of the Rosary | 10. Jan. 2014       | 28. Apr. 2015                         | Ian Barber     | Paul Matthew Thompson |
| 16         | 6         | Die Töchter Jerusalems        | The Daughters of Jerusalem  | 13. Jan. 2014       | 28. Apr. 2015                         | Matt Carter    | Jude Tindall          |
| 17         | 7         | Die drei Werkzeuge des Todes  | The Three Tools of Death    | 14. Jan. 2014       | 5. Mai 2015                           | Paul Gibson    | Lol Fletcher          |
| 18         | 8         | Des Tigers Bart               | The Prize of Colonel Gerard | 15. Jan. 2014       | 5. Mai 2015                           | Ian Barber     | Dominique Moloney     |
| 19         | 9         | Auf Messers Schneide          | The Grim Reaper             | 16. Jan. 2014       | 12. Mai 2015                          | Dominic Keavey | David Semple          |
| 20         | 10        | Fahrt in den Tod              | The Laws of Motion          | 17. Jan. 2014       | 12. Mai 2015                          | Paul Gibson    | Tahsin Güner          |

## Staffel 3
| Nr. (ges.) | Nr. (St.) | Deutscher Titel           | Originaltitel                | Erstausstrahlung UK | Deutschsprachige Erstausstrahlung (D) | Regie         | Drehbuch              |
| ---------- | --------- | ------------------------- | ---------------------------- | ------------------- | ------------------------------------- | ------------- | --------------------- |
| 21         | 1         | Der mysteriöse Agent      | The Man in the Shadows       | 5. Jan. 2015        | 13. Aug. 2015                         | Paul Gibson   | Rob Kinsman           |
| 22         | 2         | Der Fluch der Mumie       | The Curse of Amenhotep       | 6. Jan. 2015        | 13. Aug. 2015                         | Matt Carter   | Jude Tindall          |
| 23         | 3         | Der unsichtbare Mann      | The Invisible Man            | 7. Jan. 2015        | 20. Aug. 2015                         | Matt Carter   | Tahsin Güner          |
| 24         | 4         | Das zerbrochene Schwert   | The Sign of the Broken Sword | 8. Jan. 2015        | 20. Aug. 2015                         | Ian Barber    | Stephen McAteer       |
| 25         | 5         | Der letzte Mann           | The Last Man                 | 9. Jan. 2015        | 27. Aug. 2015                         | John Greening | Jude Tindall          |
| 26         | 6         | Die Upcott-Bruderschaft   | The Upcott Fraternity        | 12. Jan. 2015       | 27. Aug. 2015                         | Paul Gibson   | Paul Matthew Thompson |
| 27         | 7         | Der Kobold von Kembleford | The Kembleford Boggart       | 13. Jan. 2015       | 3. Sep. 2015                          | John Greening | Jonathan Neil         |
| 28         | 8         | Trophäen der Leidenschaft | The Lair of the Libertines   | 14. Jan. 2015       | 3. Sep. 2015                          | Matt Carter   | Lol Fletcher          |
| 29         | 9         | In vino veritas           | The Truth in the Wine        | 15. Jan. 2015       | 10. Sep. 2015                         | Ian Barber    | Kit Lambert           |
| 30         | 10        | Das Gemälde               | The Judgement of Man         | 16. Jan. 2015       | 10. Sep. 2015                         | Ian Barber    | Paul Matthew Thompson |
| 31         | 11        | Die Zeitmaschine          | The Time Machine             | 19. Jan. 2015       | 17. Sep. 2015                         | Ian Barber    | Tahsin Güner          |
| 32         | 12        | Die magischen Steine      | The Standing Stones          | 20. Jan. 2015       | 17. Sep. 2015                         | Matt Carter   | Rachel Flowerday      |
| 33         | 13        | Ein Paradies für Diebe    | The Paradise of Thieves      | 21. Jan. 2015       | 24. Sep. 2015                         | Diana Patrick | Rob Kinsman           |
| 34         | 14        | Das tödliche Schweigen    | The Deadly Seal              | 22. Jan. 2015       | 24. Sep. 2015                         | Diana Patrick | Dan Muirden           |
| 35         | 15        | Die Eule der Minerva      | The Owl of Minerva           | 23. Jan. 2015       | 1. Okt. 2015                          | Matt Carter   | Jude Tindall          |

## Staffel 4
| Nr. (ges.) | Nr. (St.) | Deutscher Titel         | Originaltitel              | Erstausstrahlung UK | Deutschsprachige Erstausstrahlung (D) | Regie           | Drehbuch         |
| ---------- | --------- | ----------------------- | -------------------------- | ------------------- | ------------------------------------- | --------------- | ---------------- |
| 36         | 1         | Die Maske des Dämons    | The Mask of the Daemon     | 4. Jan. 2016        | 18. Nov. 2016                         | Paul Gibson     | Jude Tindall     |
| 37         | 2         | Die Tochter des Brauers | The Brewer’s Daughter      | 5. Jan. 2016        | 18. Nov. 2016                         | Paul Gibson     | Kit Lambert      |
| 38         | 3         | Die Moral des Henkers   | The Hangmans Demise        | 6. Jan. 2016        | 25. Nov. 2016                         | David Beauchamp | Dan Murden       |
| 39         | 4         | Der Narr der Nation     | The Crackpot of the Empire | 7. Jan. 2016        | 25. Nov. 2016                         | David Beauchamp | Lol Fletcher     |
| 40         | 5         | Das Pelagius-Kreuz      | The Daughter of Autolycus  | 8. Jan. 2016        | 2. Dez. 2016                          | Paul Gibson     | Jude Tindall     |
| 41         | 6         | Der Eid des Hippokrates | The Rod of Asclepius       | 11. Jan. 2016       | 2. Dez. 2016                          | David Beauchamp | Jude Tindall     |
| 42         | 7         | Der vermisste Mann      | The Missing Man            | 12. Jan. 2016       | 9. Dez. 2016                          | David Beauchamp | Rachel Flowerday |
| 43         | 8         | Die Leichenräuber       | The Resurrectionists       | 13. Jan. 2016       | 9. Dez. 2016                          | James Larkin    | Rob Kinsman      |
| 44         | 9         | Die Sünden des Vaters   | The Sins of the Father     | 14. Jan. 2016       | 16. Dez. 2016                         | Paul Gibson     | Al Smith         |
| 45         | 10        | Der Voodoo-Priester     | The Wrath of Baron Samdi   | 15. Jan. 2016       | 16. Dez. 2016                         | James Larkin    | Tahsin Güner     |

## Staffel 5
| Nr. (ges.) | Nr. (St.) | Deutscher Titel           | Originaltitel                 | Erstausstrahlung UK | Deutschsprachige Erstausstrahlung (D) | Regie         | Drehbuch              |
| ---------- | --------- | ------------------------- | ----------------------------- | ------------------- | ------------------------------------- | ------------- | --------------------- |
| 46         | 1         | Ein frohes Fest           | The Star of Jacob             | 23. Dez. 2016       | 24. Dez. 2017                         | Paul Gibson   | Jude Tindall          |
| 47         | 2         | Abschied von Lady Felicia | The Labyrinth of the Minotaur | 2. Jan. 2017        | 28. Juli 2017                         | Paul Gibson   | Jude Tindall          |
| 48         | 3         | Der Religionskrieg        | The Eve of St John            | 3. Jan. 2017        | 28. Juli 2017                         | Gary Williams | Jude Tindall          |
| 49         | 4         | Der Box-Champion          | The Chedworth Cyclone         | 4. Jan. 2017        | 4. Aug. 2017                          | Paul Gibson   | Paul Matthew Thompson |
| 50         | 5         | Lucias Hand               | The Hand of Lucia             | 5. Jan. 2017        | 4. Aug. 2017                          | Paul Gibson   | Lol Fletcher          |
| 51         | 6         | Die schwarze Witwe        | The Eagle and the Daw         | 6. Jan. 2017        | 11. Aug. 2017                         | Gary Williams | Kit Lambert           |
| 52         | 7         | Kleine Details            | The Smallest of Things        | 9. Jan. 2017        | 11. Aug. 2017                         | Bob Thomson   | Tahshin Güner         |
| 53         | 8         | Die purpurrote Feder      | The Crimson Feather           | 10. Jan. 2017       | 18. Aug. 2017                         | Paul Gibson   | Kit Lambert           |
| 54         | 9         | Verruchtes Begehren       | The Lepidopterist’s Companion | 11. Jan. 2017       | 18. Aug. 2017                         | Paul Gibson   | Kit Lambert           |
| 55         | 10        | Des Rätsels Lösung        | The Alchemist’s Secret        | 12. Jan. 2017       | 25. Aug. 2017                         | Simon Gibney  | Rob Kinsman           |
| 56         | 11        | Die Sünden der anderen    | The Sins of Others            | 13. Jan. 2017       | 25. Aug. 2017                         | Diana Patrick | Tahsin Güner          |
| 57         | 12        | Amors Pfeile              | The Theatre of the Invisible  | 16. Jan. 2017       | 1. Sept. 2017                         | Bob Thomson   | David Semple          |
| 58         | 13        | Die Grüne Tanganyika      | The Tanganyika Green          | 17. Jan. 2017       | 1. Sept. 2017                         | Simon Gibney  | Catherine Skinner     |
| 59         | 14        | Romeo und Julia           | The Fire in the Sky           | 18. Jan. 2017       | 8. Sept. 2017                         | Diana Patrick | Kit Lambert           |
| 60         | 15        | Sein größter Coup         | The Penitent Man              | 19. Jan. 2017       | 8. Sept. 2017                         | Paul Gibson   | Tahsin Güner          |

## Staffel 6
| Nr. (ges.) | Nr. (St.) | Deutscher Titel                    | Originaltitel                      | Erstausstrahlung UK | Deutschsprachige Erstausstrahlung (D) | Regie                   | Drehbuch                   |
| ---------- | --------- | ---------------------------------- | ---------------------------------- | ------------------- | ------------------------------------- | ----------------------- | -------------------------- |
| 61         | 1         | Der Baum der Wahrheit              | The Tree of Truth                  | 18. Dez. 2017       | 25. Jan. 2019                         | Paul Gibson             | Jude Tindall               |
| 62         | 2         | Die schwarze Rache                 | The Jackdaw’s Revenge              | 2. Jan. 2018        | 25. Jan. 2019                         | Gary Williams           | Kit Lambert                |
| 63         | 3         | Der Drache von Kembleford          | The Kembleford Dragon              | 3. Jan. 2018        | 25. Jan. 2019                         | Christiana Ebohon-Green | David Semple               |
| 64         | 4         | Der Engel der Barmherzigkeit       | The Angel of Mercy                 | 4. Jan. 2018        | 1. Feb. 2019                          | Niall Fraser            | Dan Muirden                |
| 65         | 5         | Das Gesicht des Feindes            | The Face of the Enemy              | 5. Jan. 2018        | 1. Feb. 2019                          | Christiana Ebohon-Green | Tahsin Güner               |
| 66         | 6         | Das bessere Übel                   | The Devil You Know                 | 8. Jan. 2018        | 1. Feb. 2019                          | Niall Fraser            | Jude Tindall               |
| 67         | 7         | Totentanz                          | The Dance of Death                 | 9. Jan. 2018        | 8. Feb. 2019                          | Piotr Szkopiak          | Rob Kinsman                |
| 68         | 8         | Auf leisen Pfoten                  | The Cat of Mastigatus              | 10. Jan. 2018       | 8. Feb. 2019                          | Piotr Szkopiak          | Mark Hiser, Bridget Colgan |
| 69         | 9         | Die Blumen im Grün                 | The Flower of the Fairway          | 11. Jan. 2018       | 8. Feb. 2019                          | Gary Williams           | Rachel Flowerday           |
| 70         | 10        | Die zwei Tode des Hercule Flambeau | The Two Deaths of Hercule Flambeau | 12. Jan. 2018       | 15. Feb. 2019                         | Paul Gibson             | Kit Lambert                |

## Staffel 7
| Nr. (ges.) | Nr. (St.) | Deutscher Titel           | Originaltitel               | Erstausstrahlung UK | Deutschsprachige Erstausstrahlung (D) | Regie                   | Drehbuch     |
| ---------- | --------- | ------------------------- | --------------------------- | ------------------- | ------------------------------------- | ----------------------- | ------------ |
| 71         | 1         | Der große Zugüberfall     | The Great Train Robbery     | 7. Jan. 2019        | 6. März 2020                          | Paul Gibson             | Jude Tindall |
| 72         | 2         | Die Totenglocke           | The Passing Bell            | 8. Jan. 2019        | 7. März 2020                          | Ian Barber              | David Semple |
| 73         | 3         | Das Pfeifen im Wald       | The Whistle In The Dark     | 9. Jan. 2019        | 7. März 2020                          | Ian Barber              | Tahsin Güner |
| 74         | 4         | Im Namen des Herrn        | The Demise Of The Debutante | 10. Jan. 2019       | 7. März 2020                          | Paul Gibson             | Lol Fletcher |
| 75         | 5         | Der Fluch der Liebe       | The Darkest Noon            | 11. Jan. 2019       | 7. März 2020                          | Christiana Ebohon-Green | Kit Lambert  |
| 76         | 6         | Das Opfer des Tantalus    | The Sacrifice Of Tantalus   | 14. Jan. 2019       | 7. März 2020                          | Dominic Keavey          | Kit Lambert  |
| 77         | 7         | Das Haus Gottes           | The House of God            | 15. Jan. 2019       | 7. März 2020                          | Paul Gibson             | Dan Muirden  |
| 78         | 8         | Das Blut der Anarchisten  | The Blood Of The Anarchists | 16. Jan. 2019       | 7. März 2020                          | Dominic Keavey          | Lol Fletcher |
| 79         | 9         | Gott straft, Gott vergibt | The Skylark Scandal         | 17. Jan. 2019       | 7. März 2020                          | Christiana Ebohon-Green | Rachel Smith |
| 80         | 10        | Der ehrenwerte Dieb       | The Honourable Thief        | 18. Jan. 2019       | 7. März 2020                          | Paul Gibson             | Kit Lambert  |

## Staffel 8
| Nr. (ges.) | Nr. (St.) | Deutscher Titel                | Originaltitel                       | Erstausstrahlung UK | Deutschsprachige Erstausstrahlung (D) | Regie          | Drehbuch          |
| ---------- | --------- | ------------------------------ | ----------------------------------- | ------------------- | ------------------------------------- | -------------- | ----------------- |
| 81         | 1         | Der himmlische Chor            | The Celestial Choir                 | 6. Jan. 2020        | 6. Nov. 2020                          | Paul Gibson    | Kit Lambert       |
| 82         | 2         | Die Bienenkönigin              | The Queen Bee                       | 7. Jan. 2020        | 6. Nov. 2020                          | Dominic Keavey | David Semple      |
| 83         | 3         | Die Waage der Gerechtigkeit    | The Scales of Justice               | 8. Jan. 2020        | 6. Nov. 2020                          | Darcia Martin  | Dominique Moloney |
| 84         | 4         | Die Weisheit der Narren        | The Wisdom of the Fool              | 9. Jan. 2020        | 6. Nov. 2020                          | Paul Gibson    | Lol Fletcher      |
| 85         | 5         | Der Familienwettstreit         | The Folly of Jephthah               | 10. Jan. 2020       | 7. Nov. 2020                          | Darcia Martin  | Kit Lambert       |
| 86         | 6         | Die Zahlen des Teufels         | The Numbers of the Beast            | 13. Jan. 2020       | 7. Nov. 2020                          | Paul Gibson    | Dan Muirden       |
| 87         | 7         | Der verdorbene Fluss           | The River Corrupted                 | 14. Jan. 2020       | 7. Nov. 2020                          | Jennie Paddon  | Kit Lambert       |
| 88         | 8         | Der Fluch der Schönheit        | The Curse of the Aesthetic          | 15. Jan. 2020       | 8. Nov. 2020                          | Paul Gibson    | Lol Fletcher      |
| 89         | 9         | Das Welken der Rosen           | The Fall of the House of St Gardner | 16. Jan. 2020       | 8. Nov. 2020                          | Jennie Paddon  | Rachel Smith      |
| 90         | 10        | Der Turm der verlorenen Seelen | The Tower of Lost Souls             | 17. Jan. 2020       | 8. Nov. 2020                          | Dominic Keavey | Tahsin Güner      |

## Staffel 9
Im September 2019 wurde eine neunte Staffel mit zehn Episoden für 2021 angekündigt.
| Nr. (ges.) | Nr. (St.) | Deutscher Titel | Originaltitel                | Erstausstrahlung UK | Deutschsprachige Erstausstrahlung (D) | Regie         | Drehbuch          |
| ---------- | --------- | --------------- | ---------------------------- | ------------------- | ------------------------------------- | ------------- | ----------------- |
| 91         | 1         |                 | The Menace of Mephistopheles | 3. Jan. 2022        | ---                                   | Isher Sahota  | Dominique Moloney |
| 92         | 2         |                 | The Viper's Tongue           | 4. Jan. 2022        | ---                                   | Steve M Kelly | Kit Lambert       |
| 93         | 3         |                 | The Requiem for the Dead     | 5. Jan. 2022        | ---                                   | John Maidens  | Michelle Lipton   |
| 94         | 4         |                 | The Children of Kalon        | 6. Jan. 2022        | ---                                   | Jo Hallows    | Tahsin Güner      |
| 95         | 5         |                 | The Final Devotion           | 7. Jan. 2022        | ---                                   | Steve M Kelly | Kit Lambert       |
| 96         | 6         |                 | The New Order                | 10. Jan. 2022       | ---                                   | Jo Hallows    | Neil Irvine       |
| 97         | 7         |                 | The Island of Dreams         | 11. Jan. 2022       | ---                                   | Ruth Carney   | David Semple      |
| 98         | 8         |                 | The Wayward Girls            | 12. Jan. 2022       | ---                                   | Ruth Carney   | Dominique Moloney |
| 99         | 9         |                 | The Enigma of Antigonish     | 13. Jan. 2022       | ---                                   | Isher Sahota  | Lol Fletcher      |
| 100        | 10        |                 | The Red Death                | 14. Jan. 2022       | ---                                   | John Maidens  | Kit Lambert       |

## Staffel 10
| Nr. (ges.) | Nr. (St.) | Deutscher Titel | Originaltitel         | Erstausstrahlung UK | Deutschsprachige Erstausstrahlung (D) | Regie                   | Drehbuch                    |
| ---------- | --------- | --------------- | --------------------- | ------------------- | ------------------------------------- | ----------------------- | --------------------------- |
| 101        | 1         |                 | The Winds of Change   | 6. Jan. 2023        | ---                                   | John Maidens            | Dan Muirden                 |
| 102        | 2         |                 | The Company of Men    | 13. Jan. 2023       | ---                                   | Paul Riordan            | Dominique Moloney           |
| 103        | 3         |                 | The Gardeners of Eden | 20. Jan. 2023       | ---                                   | Michael Lacey           | David Semple                |
| 104        | 4         |                 | The Beast of Wedlock  | 27. Jan. 2023       | ---                                   | John Maidens            | Lol Fletcher                |
| 105        | 5         |                 | The Hidden Man        | 3. Feb. 2023        | ---                                   | Michael Lacey           | Tahsin Güner                |
| 106        | 6         |                 | The Royal Visit       | 10. Feb. 2023       | ---                                   | Paul Riordan            | Mark Brotherhood            |
| 107        | 7         |                 | The Show Must Go On   | 17. Feb. 2023       | ---                                   | Miranda Howard-Williams | Sarah-Louise Hawkins        |
| 108        | 8         |                 | The Sands of Time     | 24. Feb. 2023       | ---                                   | Dominic Keavey          | Neil Irvine                 |
| 109        | 9         |                 | The Wheels of Wrath   | 3. März 2023        | ---                                   | Dominic Keavey          | Matthew Cooke, Vincent Lund |
| 110        | 10        |                 | The Serpent Within    | 10. März 2023       | ---                                   | Miranda Howard-Williams | Dan Muirden                 |

## Staffel 11
| Nr. (ges.) | Nr. (St.) | Deutscher Titel | Originaltitel                  | Erstausstrahlung UK | Deutschsprachige Erstausstrahlung (D) | Regie                   | Drehbuch    |
| ---------- | --------- | --------------- | ------------------------------ | ------------------- | ------------------------------------- | ----------------------- | ----------- |
| 111        | 1         |                 | The Kembleston Olimpicks       | 5. Jan. 2024        | ---                                   | Miranda Howard-Williams | Dan Muirden |
| 112        | 2         |                 | The Forensic Nun               | 12. Jan. 2024       | ---                                   | Ian Barber              | Neil Irvine |
| 113        | 3         |                 | The Hermit of Hazelnut Cottage | 2024                | ---                                   |                         |             |
| 114        | 4         |                 | The Last Supper                | 2024                | ---                                   |                         |             |
| 115        | 5         |                 | The Father, The Son            | 2024                | ---                                   |                         |             |
| 116        | 6         |                 | The Quill of Osric             | 2024                | ---                                   |                         |             |
| 117        | 7         |                 | The Word of the Condemned      | 2024                | ---                                   |                         |             |
| 118        | 8         |                 | The Last Tango in Kembleford   | 2024                | ---                                   |                         |             |
| 119        | 9         |                 | The Dead of Night              | 2024                | ---                                   |                         |             |
| 120        | 10        |                 | The Scars of War               | 2024                | ---                                   |                         |             |